# Halle de Saint-Félix-Lauragais
La halle de Saint-Félix-Lauragais est une halle située dans le département de la Haute-Garonne en France dans la commune de Saint-Félix-Lauragais.

## Localisation
La halle se situe au centre de la commune de Saint-Félix-Lauragais place Guillaume de Nogaret.

## Description
La halle est un édifice du Moyen Âge avec poutres apparentes constitué de seize piliers octogonaux en bois portant des clés de pierre.

## Histoire

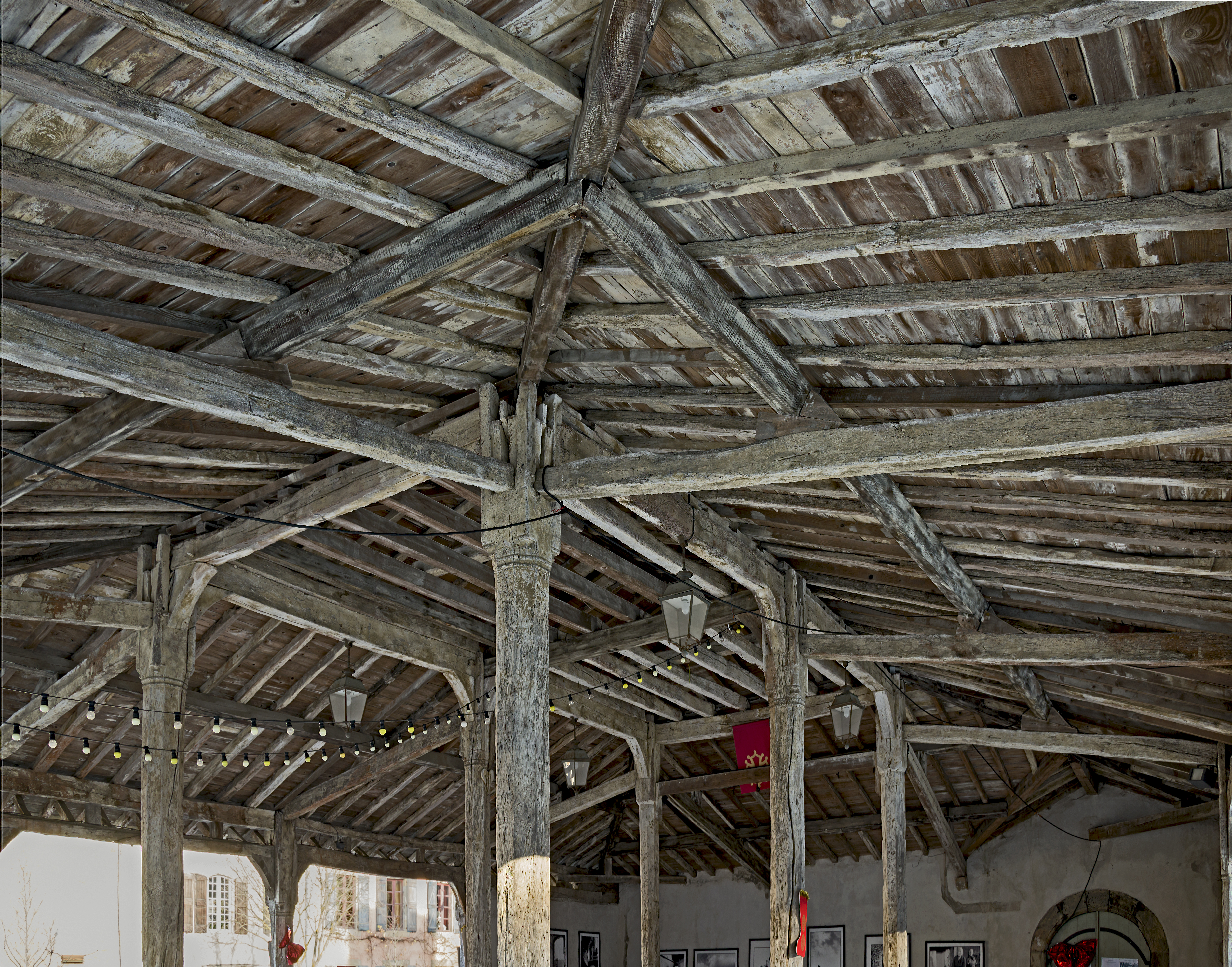
Intérieur de la halle

La halle est construite au XIIIe siècle et en 1557, on érige la maison commune au-dessus de la halle lors de l'attribution par le roi Henri III du rang de baronnie à la ville. En 1862 le beffroi est surmonté d'une vierge[réf. à confirmer].
La halle est inscrite au titre des monuments historiques par arrêté du 9 novembre 1926.